# Gærdej
Gærdej er en dej til bagning af brød, hvor der er brugt gær af arten Saccharomyces cerevisiae som hævemiddel og ikke bagepulver, natron, potaske, hjortetaksalt eller andet, heller ikke surdej. Til usyret brød tilsættes slet ikke hævemiddel. Gæren danner forudenaromastoffer også luftarten kuldioxid, som danner luftlommer (poring), der gør brødet porøst og let.